# Gymnasium Pavol Jozef Šafárik
Het Gymnasium Pavol Jozef Šafárik (Slowaaks: "Gymnázium Pavla Jozefa Šafárika") is een middelbare school voor algemene vorming met studies in een vier- of achtjarige cyclus. Het instituut ligt in de schaduw van de kathedraal van Rožňava, aan de Akademika Hronca 1.

## Geschiedenis
De eerste middelbare school in Rožňava werd in 1688 gesticht door de jezuïeten. Deze richtten er de 1e, 2e en 3e klas van de Latijnse school op, en noemden de onderwijsinrichting: Aartsbisschoppelijk Gymnasium.
In de periode van 1705 tot 1714 bleef deze school evenwel gesloten. Ingevolge de afschaffing van de jezuïetenorde in 1713 werd het gymnasium door de franciscanen overgenomen, en nadien door de premonstratenzers. Na de ontbinding van de premonstratenzerorde gaven seculiere priesters er les. Sommige lesgevers waren lid van wetenschappelijke en artistieke verenigingen in Boedapest en velen van hen waren belangrijke figuren in de cultuur.
Vanaf 1790 richtte men er onder de Habsburgse monarchie de koninklijke middelbare school op: Regium gymnasium maius Rosnaviense (vertaald: Koninklijk gymnasium van Rožňava).
Meer dan een eeuw later, tussen 1904 en 1906, construeerde men naar ontwerp van architect M. Ungár een nieuw gebouw voor de Rooms-katholieke Lagere School.
Ingevolge de teloorgang van het Koninkrijk Hongarije veranderde de inrichtende macht en dientengevolge werd in 1920 de school omgedoopt tot Staatsgymnasium.
Anno 1961 kreeg het instituut de naam "Secundaire Middelbare School" en lessen met het Hongaars als voertaal werden aan het programma toegevoegd.
Mettertijd verwierf de inrichting de naam van een prominente oud-leerling: Pavel Jozef Šafárik.
De school is nog steeds gevestigd in het gebouw dat tussen 1904 tot 1906 opgetrokken werd. Dit complex maakt anno 2021 deel uit van het beschermd cultureel erfgoed in Slowakije.

## Projecten
De studenten nemen deel aan verscheidene wedstrijden. Een daarvan was het Comenius-project, waarbij scholen uit België en Spanje betrokken waren.
Het gymnasium heeft ook een langlopende planning: "Gezonde School" en "School van de Toekomst". Deze zijn gericht op het verbeteren van het onderwijssysteem in het basis- en voortgezet onderwijs met behulp van informatie- en communicatietechnologieën. 

## Oud-leerlingen
- Pavel Jozef Šafárik (°1795 - † 1861),
- Samo Chalupka (°1812 - † 1883) (Slowaaks romantisch dichter en evangelisch priester),
- Samo Tomášik (°1813 - † 1887) (Slowaaks romanschrijver, dichter en evangelisch predikant),
- Janko Kraľ  (°1822 - † 1876) (dichter, voorstander van de Slowaakse identiteit en vertegenwoordiger van de romantiek).